# Hurup
Hurup – miasto w Danii, w regionie Jutlandia Północna, w gminie Thisted.